# Кумлова
Кумлова — река в России, протекает в Томской области. Устье реки находится в 16 км по правому берегу реки Уртамка. Длина реки составляет 30 км.
Возможно образовано из тюркского кумлы — «песок», то есть песчаная, если предположить происхождение конечного ва на русской почве.

## Данные водного реестра
По данным государственного водного реестра России относится к Верхнеобскому бассейновому округу, водохозяйственный участок реки — Обь от Новосибирского гидроузла до впадения реки Чулым, без рек Иня и Томь, речной подбассейн реки — бассейны притоков (Верхней) Оби до впадения Томи. Речной бассейн реки — (Верхняя) Обь до впадения Иртыша.
По данным геоинформационной системы водохозяйственного районирования территории РФ, подготовленной Федеральным агентством водных ресурсов:
- Код водного объекта в государственном водном реестре — 13010200712115200007090
- Код по гидрологической изученности (ГИ) — 115200709
- Код бассейна — 13.01.02.007
- Номер тома по ГИ — 15
- Выпуск по ГИ — 2